# Prefettura apostolica di Lintong
La prefettura apostolica di Lintong (in latino: Praefectura Apostolica Lintungensis) è una sede della Chiesa cattolica in Cina. La sede è vacante.

## Territorio
La prefettura apostolica comprende parte della regione autonoma cinese della Mongolia Interna.
Sede prefettizia è la città di Lintong.

## Storia
La prefettura apostolica è stata eretta il 18 maggio 1937 con la bolla Quo melius di papa Pio XI, ricavandone il territorio dal vicariato apostolico di Szepingkai (oggi diocesi di Siping).

## Cronotassi dei vescovi
Si omettono i periodi di sede vacante non superiori ai 2 anni o non storicamente accertati.
- Edgar Larochelle, P.M.E. † (23 luglio 1937 - 1938 dimesso)
- Émilien Masse, P.M.E. † (31 marzo 1939 - 29 luglio 1943 deceduto)
- Joseph Gustave Roland Prévost-Godard, P.M.E. † (28 novembre 1946 - 11 novembre 1956 nominato vicario apostolico di Pucallpa)